# Ceresium femoratum
Ceresium femoratum là một loài bọ cánh cứng trong họ Cerambycidae.